# Tomas Pavelka
Tomas Pavelka (nacido el 22 de septiembre de 2000 en Eslovaquia) es un jugador de baloncesto eslovaco que milita en las filas del BC Šiauliai de la Lietuvos Krepšinio Lyga. Mide 2,17 metros, y juega en la posición de pívot.

## Trayectoria
El jugador eslovaco se formó en la Better Academy Praga, en la que estuvo desde 2016 a 2018.
El 5 de septiembre de 2018, se hace oficial su fichaje por el Valencia Basket hasta 2023 para jugar en el equipo filial de liga EBA. El eslovaco, de 2.17 que llegó con 17 años, sería moldeado en el filial de la Liga EBA dirigido por Ángel Cepeda y durante la temporada 2018-19 entrenaría de forma regular con el equipo ACB completando algunas convocatorias por los percances médicos de Labeyrie o Tobey.
El 19 de enero de 2020, Pavelka debutó en la Liga Endesa jugando durante un minuto y doce segundos del encuentro de la jornada vigésima en la victoria en casa frente al UCAM Murcia CB por 82 a 62.
Durante la temporada 2019-20 en el equipo filial “taronja” en liga EBA, anotó 13,8 puntos por partido y cogió 9,4 rebotes, valorando un promedio de 20,3 por partido.
El 9 de septiembre de 2020, firma con TAU Castelló de la Liga LEB Oro, en el que jugaría vinculado por el Valencia Basket. En el TAU Castelló jugó un total de 26 partidos promediando 14,04 minutos de media  con 6,8 puntos, 4,1 rebotes y 0,3 asistencias de media.
El 28 de julio de 2021, firma por el Palencia Baloncesto de la Liga LEB Oro.
El 13 de diciembre de 2021, se desvincula del Palencia Baloncesto tras disputar once encuentros con una media de 9,35 minutos por partido con 3,3 puntos, 1, 9 rebotes y 0,2 asistencias de media y firma por el Palmer Alma Mediterránea Palma de la Liga LEB Oro.
El 28 de julio de 2022, firma por el Tartu Ülikool/Rock de la Alexela Korvpalli Meistriliiga.
El 24 de julio de 2023, firma por el BC Šiauliai de la Lietuvos Krepšinio Lyga.

## Trayectoria deportiva
- Better Academy Praga (2016-2018)
- Valencia Basket (Liga EBA) (2019-2020)
- Valencia Basket (2020-2021)
- TAU Castelló (2020-2021)
- Palencia Baloncesto (2021)
- Palmer Alma Mediterránea Palma (2021-2022)
- Tartu Ülikool/Rock (2022-2023)
- BC Šiauliai (2023- )